# 2011年夏季世界大学生运动会土耳其代表团

土耳其代表团旗帜

2011年夏季世界大学生运动会土耳其代表团成员一共有81人。

## 奖牌榜
| 名次 | 代表团 | 金牌 | 银牌 | 铜牌 | 总数 |
| ---- | ------ | ---- | ---- | ---- | ---- |
| 9    | 土耳其 | 7    | 7    | 8    | 22   |

## 奖牌获得者

### 金牌
1. 女子10000米：苏娜
2. 男子标枪：法提赫-阿旺
3. 女子3000米障碍赛：宾纳兹-乌斯卢
4. 女子5000米决赛：乌斯卢
5. 女子1500米：卡基尔
6. 跆拳道-女子49-53公斤级：扬根-哈蒂杰
7. 跆拳道-男子58-63公斤级：乌穆特

### 银牌
1. 男子3000米障碍：阿齐兹-阿里尔
2. 跆拳道-女子46公斤以下级：鲁基耶·耶尔德勒姆
3. 跆拳道-女子62-67公斤级：富尔堪-艾森娜-艾丁
4. 男子半程马拉松：比尔格琪-费什
5. 女子4×400米接力
6. 跆拳道-男子74-80公斤级：尤努斯-沙里
7. 跆拳道-87公斤以上级：萨里

### 铜牌
1. 柔道女子78公斤以上级：卡娅
2. 举重女子63公斤级：塞达
3. 举重男子94公斤级：阿拉特
4. 女子400米栏：纳吉汉-克拉德拉
5. 跆拳道-男子54公斤以下级：阿尔德米尔
6. 跆拳道-男子54-58公斤级：塞尔坎
7. 跆拳道-女子73公斤以上级：奥巴斯
8. 跆拳道-男子80-87公斤级：埃斯基